# Pfarrfriedhof Urfahr

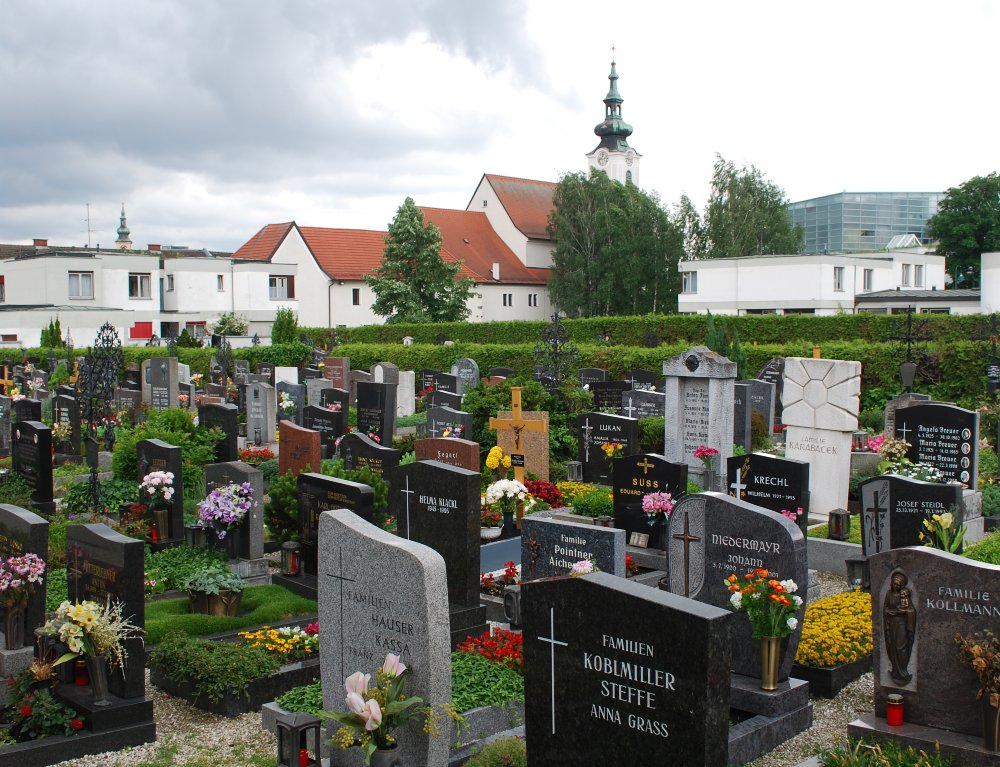
Pfarrfriedhof mit Blick zur Josefskirche

Der Pfarrfriedhof Urfahr zählt zur Gruppe der Friedhöfe in Linz und ist ein in den 1780er-Jahren errichteter Friedhof im Stadtteil Urfahr. Der Friedhof wird von der Stadtpfarre Urfahr betrieben.

## Geschichte
Bereits um 1500 bestand um die damals errichtete Urfahrer Nikolauskirche (im Bereich des heutigen Neuen Rathauses) ein Friedhof. Dieser wurde aufgrund eines kaiserlichen Hofdekrets vom 23. August 1784 an den heutigen Standort, den ehemaligen Klostergarten des aufgehobenen Kapuzinerklosters Urfahr, verlegt. Die feierliche Einweihung des neu errichteten Friedhofes fand am 27. Oktober 1788 durch den zweiten Linzer Bischof Joseph Anton Gall statt.
Der Bevölkerungszuwachs machte mehrere Erweiterungen notwendig:
1. Am 29. Dezember 1843 wurde aus dem Besitz des Gstöttnergutes ein 845 Quadratklafter großes Grundstück um 845 Gulden erworben, damit der Friedhof 1845 nach Osten erweitert werden konnte. Die Abschlussmauer der Ostseite wurde abgetragen, nur die Bauernfeind'sche Gruftkapelle, nunmehrige „Friedhofkapelle St. Joseph“, blieb bestehen.[1]
2. 1893 erfolgte die nächste Erweiterung des Friedhofs in Richtung Südwesten, wodurch der Pfarrgarten verkleinert wurde.
3. 1916 wurde der Friedhof bis zur Wildbergstraße im Osten vergrößert.

Ab 1916 wurden am Pfarrfriedhof auch kriegsgefangene Soldaten beerdigt, die in den Lazaretten verstarben und laut Ersuchen des Reservespitalkommandos vom 4. April 1916 nicht mehr am Soldatenfriedhof beim Petrinum am Fuße des Pöstlingbergs bestattet werden sollten.

## Beschreibung

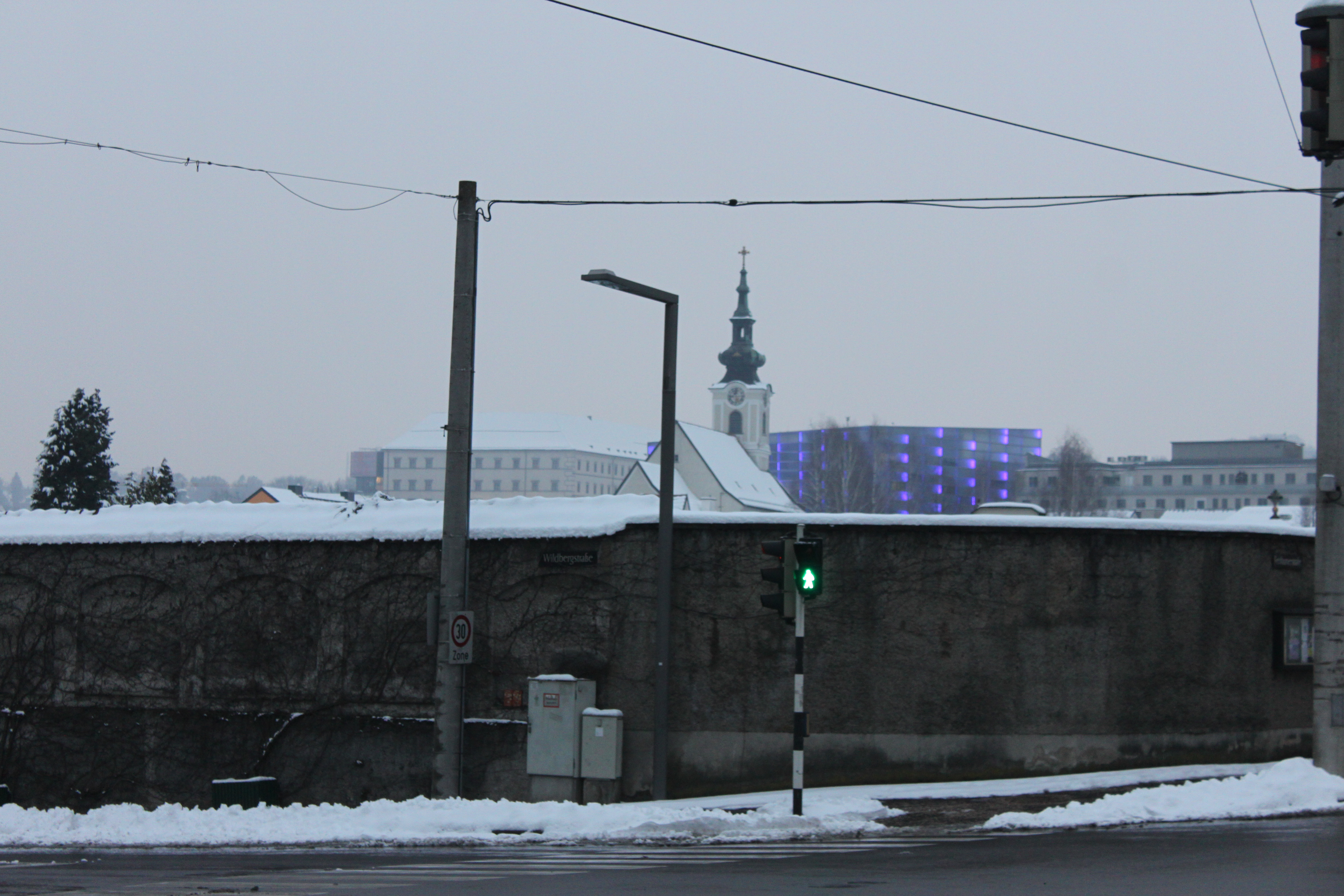
Denkmalgeschützte Friedhofsmauer

Die Umfriedungsmauern aus Bruchsteinen stehen seit 2009 unter Denkmalschutz (Gst. Nr. 187/1, 187/2).
Die 2005 errichtete Verabschiedungskapelle wurde von Silvia Kropfreiter entworfen.
Am Friedhofsgelände befinden sich Kunstwerke von Max Stockenhuber (Tabernakel aus dem ehemaligen Schülerinnenheim Rosenstraße) und Adolf Kloska (Mosaik „Der Auferstandene“ an einer Innenmauer des Friedhofs).

## Friedhofskapelle
Die kleine Friedhofkapelle wurde 1835 errichtet und mit einer Figur des Hl. Joseph von Franz Xaver Schneider (1789–1847) ausgestattet. 1950 erfolgte eine Innenrenovierung der Kapelle unter Aufsicht der Bildhauerin Friederike Stolz. Die Figur des Hl. Joseph wurde 1990 entfärbt und in die Stadtpfarrkirche übertragen. 1996 erhielt die Friedhofkapelle eine Glocke mit Glockenstuhl. 2014 wurde das Dach erneuert und das Kreuz am Dach neu vergoldet. Seit der Innenrenovierung 2024 dient die Kapelle als konfessionsübergreifender Gedenkort für Sternenkinder. Die textilen Objekten in vier leuchtenden Farben, die von der Decke herabhängen, wurden von Elisabeth Altenburg entworfen.

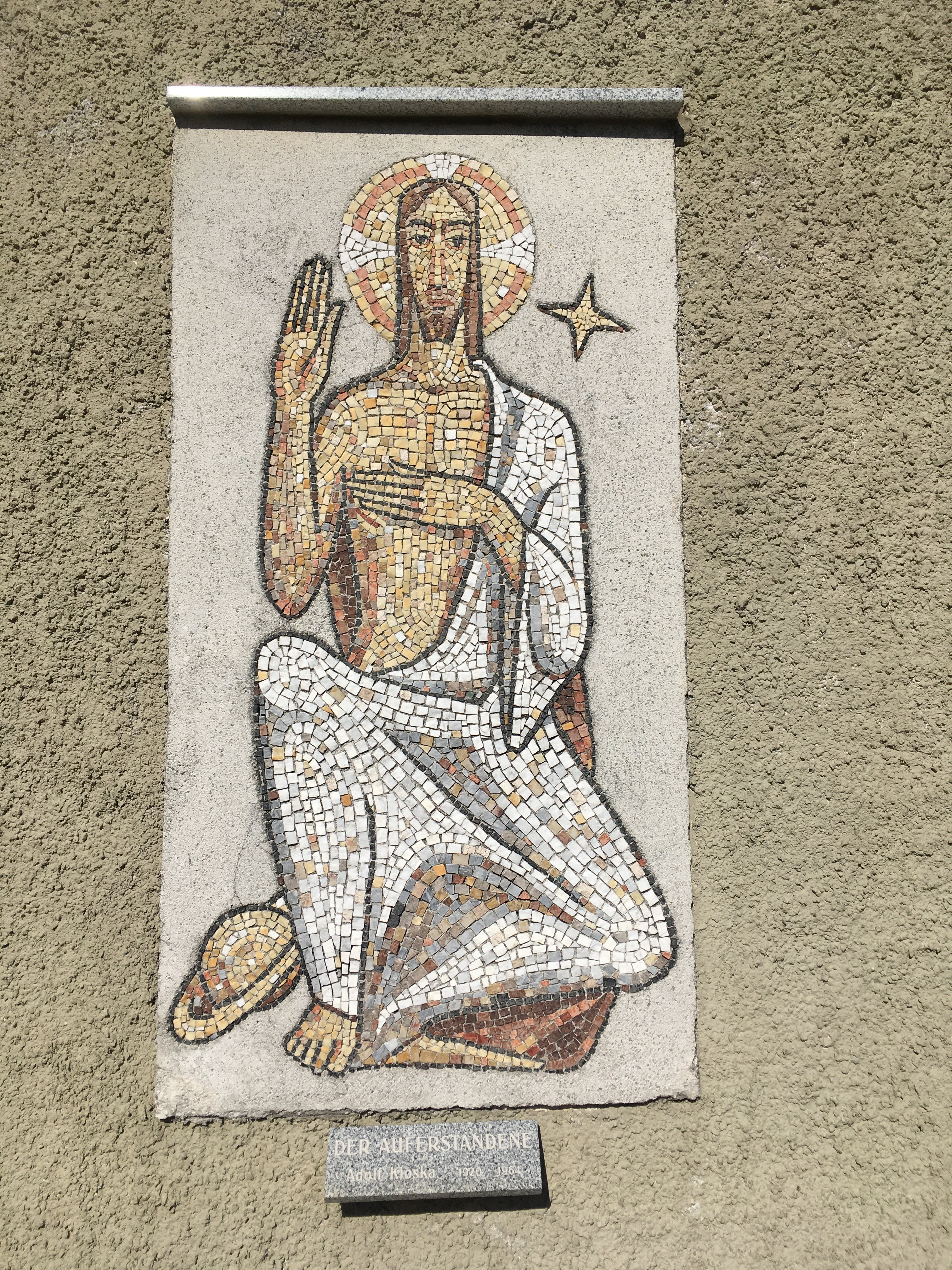
Mosaik Der Auferstandene
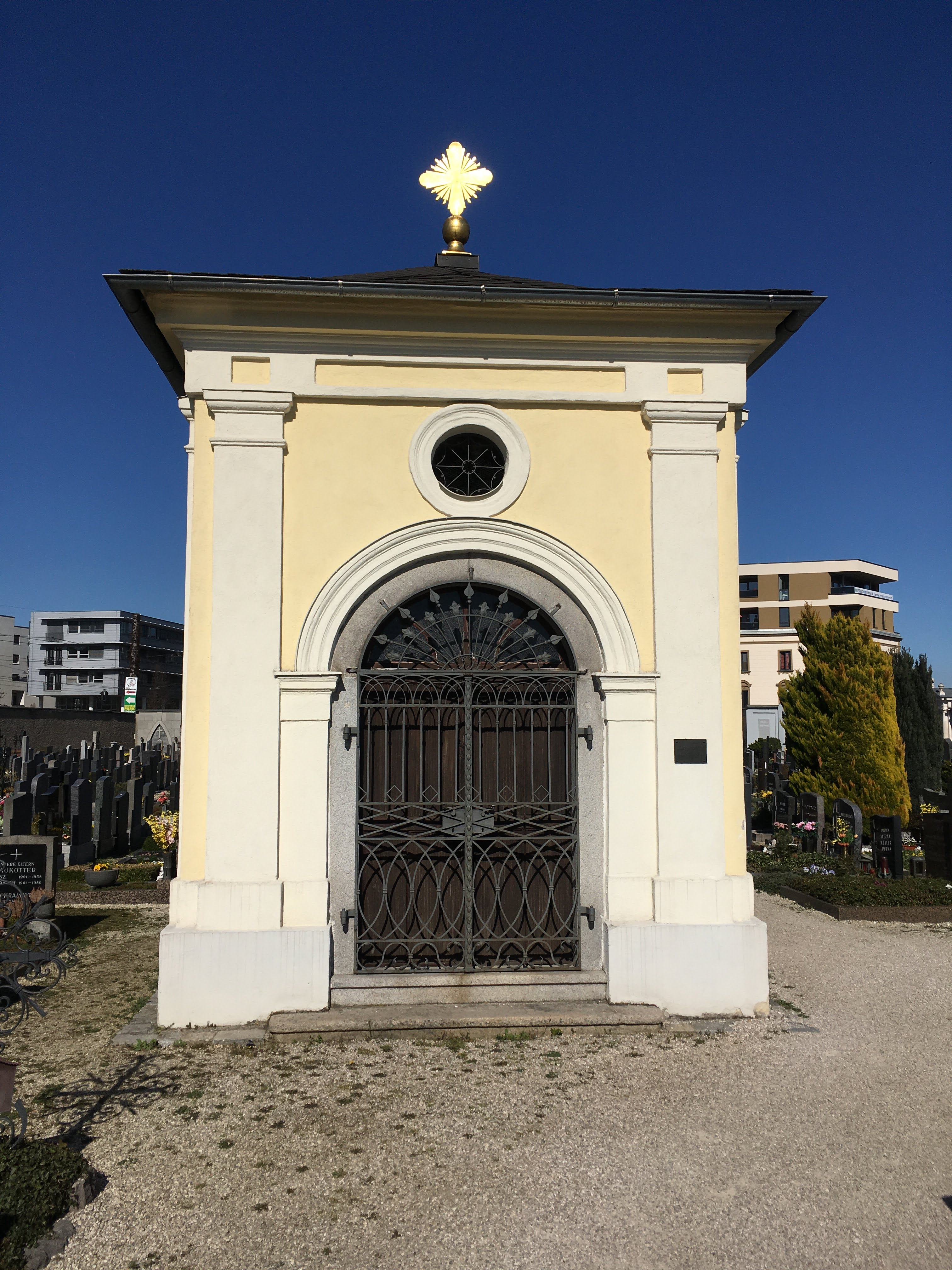
Friedhofskapelle
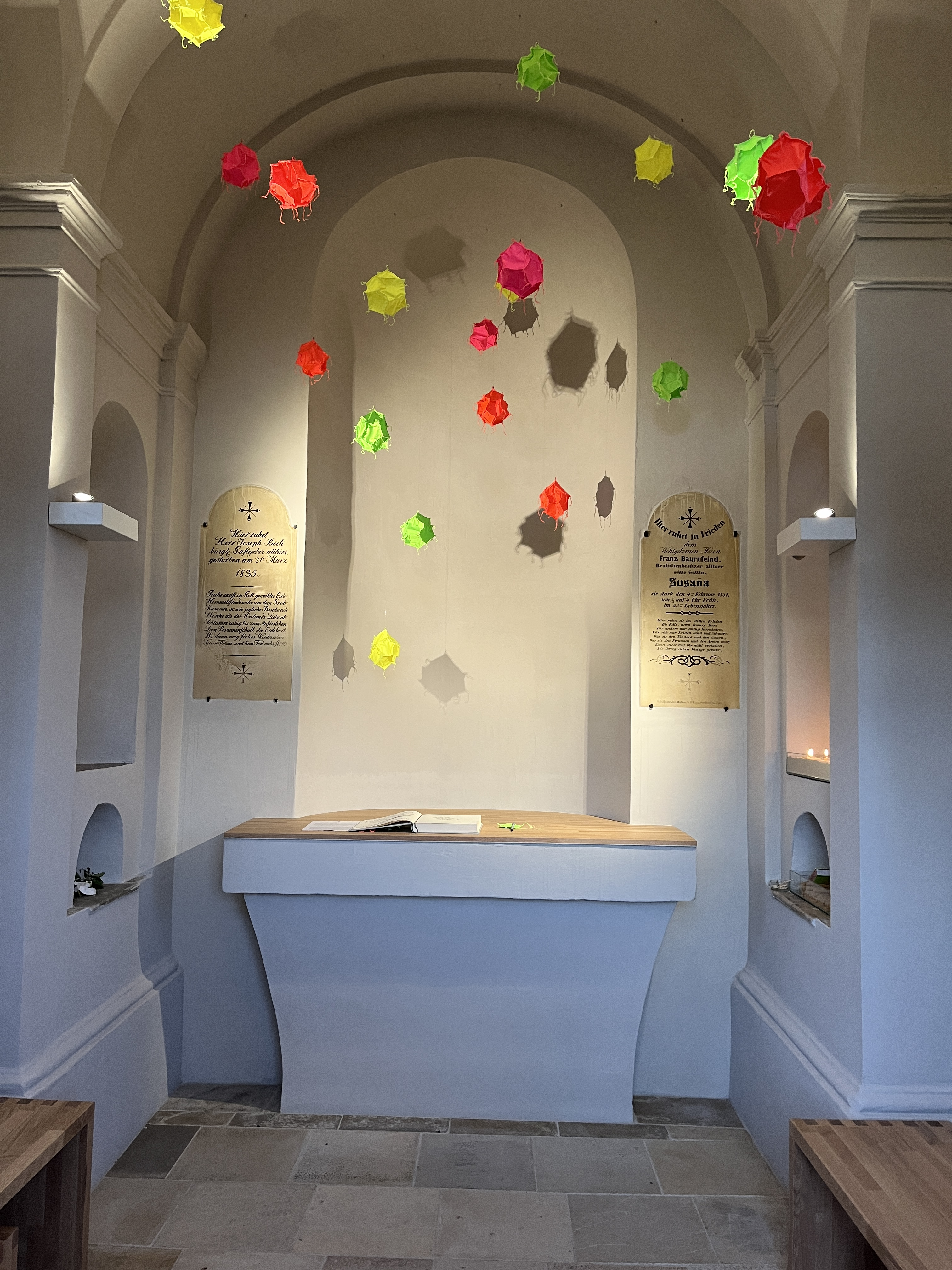
Innenraum der Friedhofskapelle, seit 2024 Gedenkort für Sternenkinder

## Gräber
- Franz Blum (1890–1947), Politiker, 1945 stellvertretender Staatsbeauftragter für die Zivilverwaltung Mühlviertel (Grab Nr. 117)
- Hubert Bognermayr, Musiker und Mitbegründer des Ars Electronica Centers (Grab Nr. 2116)
- Emil Grinzinger, Politiker (Grab Nr. 4135)
- Josef Kaar (1830–1894), 1886–1894 Bürgermeister der Stadt Urfahr (Grab Nr. 105)
- Hermann Kletzmayr, Politiker (Grab Nr. 195)
- Hannes Leopoldseder, Rundfunkjournalist
- Hubert Mann, Schauspieler (Grab Nr. 4135)
- Johanna Priglinger, Politikerin
- Benno Ulm, Historiker (Grab Nr. 4409)